# Every Kinda Rap
Every Kinda Rap è il primo album di Space One, pubblicato nel 1991.
Il disco è rappato totalmente in inglese perché ai tempi ancora non esisteva una vera e propria scena italiana, ed è stato prodotto da Albertino e Pierpa.

## Tracce
1. 4Peace 4Unity
2. Nu Groove nu Thing
3. The girls'Race
4. That's 4 the MF
5. No Breaks
6. The Rhythm of love
7. Every Kind a rap
8. Sanctified
9. Sit Back
10. I Got the Rhythm
11. Respect
12. 4Peace 4Unity (Remix)
13. Every Kind a Rap (Bright boyz Remix)
14. Every Kind a Rap (Techno Remix)